# 南乐暗沙
南乐暗沙位于南沙群岛东南部，校尉暗沙以东，指向礁以西，司令礁东北约15海里，1935年中华民国水陆地图审查委员会公布的名称为“格拉斯哥礁”，1947年中华民国内政部方域司公布的名称和1983年中华人民共和国中国地名委员会公布的标准名称均为“南乐暗沙”。西方文献一般称为“Glasgow Shoal”或“Glasgow”。